# Bassou
Bassou ist eine französische Gemeinde mit 875 Einwohnern (Stand: 1. Januar 2022) in der Region Bourgogne-Franche-Comté (vor 2016 Bourgogne) im Département Yonne. Die Gemeinde gehört zum Arrondissement Auxerre und zum Kanton Migennes.

## Geografie
Bassou liegt etwa 16 Kilometer nordnordwestlich von Auxerre an der Yonne, die die Gemeinde im Osten begrenzt. Umgeben wird Bassou von den Nachbargemeinden Charmoy im Norden und Nordwesten, Cheny im Nordosten, Bonnard im Osten, Beaumont im Osten und Südosten, Chichery im Süden sowie Valravillon im Westen.

## Bevölkerungsentwicklung
| Jahr                       | 1962 | 1968 | 1975 | 1982 | 1990 | 1999 | 2006 | 2018 |
| Einwohner                  | 529  | 504  | 537  | 591  | 676  | 739  | 758  | 874  |
| Quellen: Cassini und INSEE |      |      |      |      |      |      |      |      |

## Sehenswürdigkeiten

Kirche Sainte-Croix

- Kirche Sainte-Croix